# Paratrechina tasmaniensis
Paratrechina tasmaniensis är en myrart som först beskrevs av Auguste-Henri Forel 1913.  Paratrechina tasmaniensis ingår i släktet Paratrechina och familjen myror. Inga underarter finns listade i Catalogue of Life.